# آنتونوف ای-۱۳
آنتونوف ای-۱۳ (به انگلیسی: Antonov A-13) یک هواپیمای ساختِ کارخانهٔ آنتونوف در کشور اتحاد جماهیر سوسیالیستی شوروی است. این هواپیما در ۱۹۵۸ میلادی نخستین پرواز خود را انجام داد.